# The Eternal Sapho
The Eternal Sapho (também conhecido como A Modern Sapho e The Eternal Sappho) é um filme de drama mudo americano de 1916 dirigido por Bertram Bracken e estrelado por Theda Bara. O filme foi vagamente baseado no romance francês Sapho, de 1881, de Alphonse Daudet.

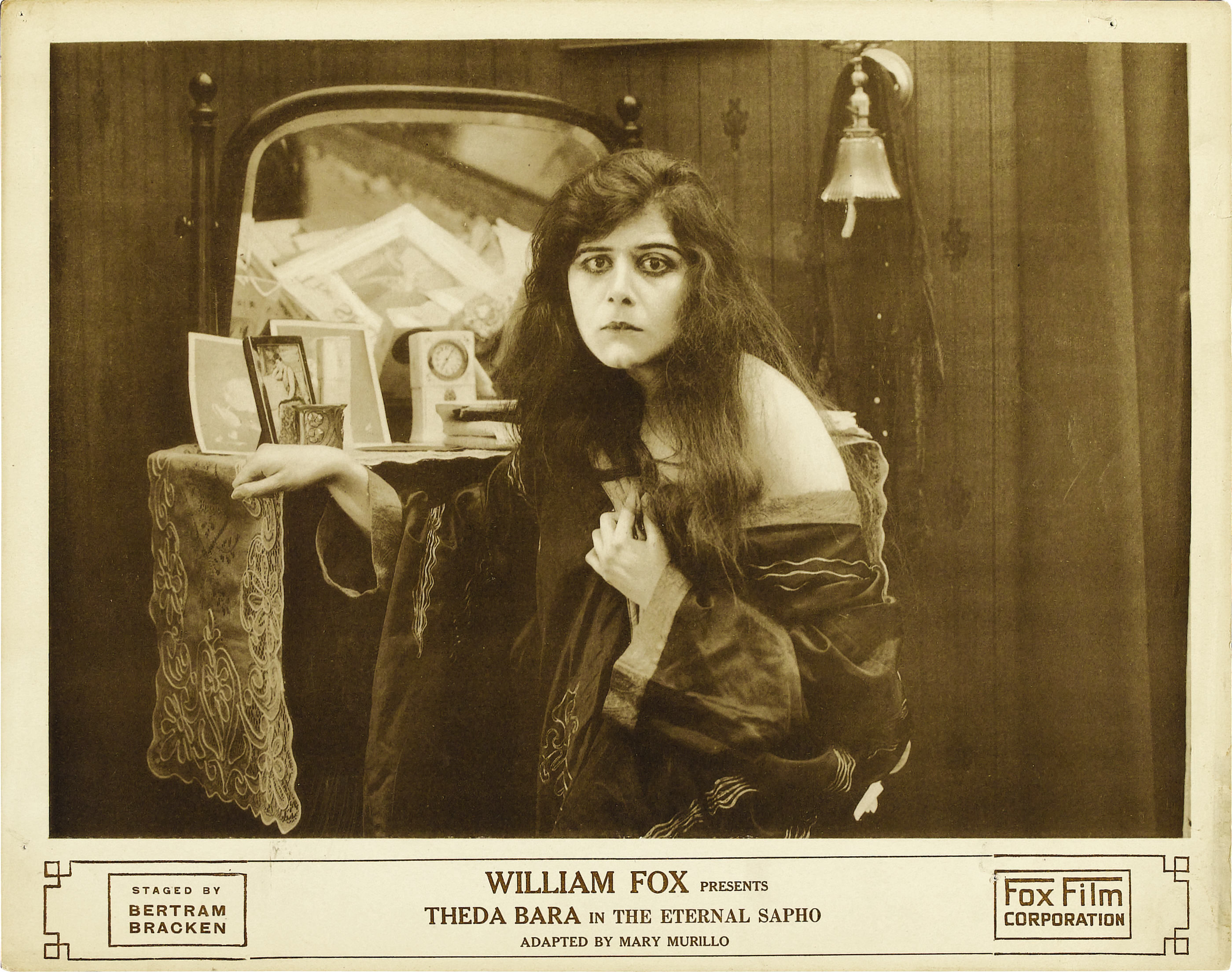
Theda Bara em The Eternal Sapho.

The Eternal Sapho foi produzido pela Fox Film Corporation e filmado no Fox Studio em Fort Lee, New Jersey. Algumas filmagens aconteceram na Marble House, uma mansão localizada em uma colina acima da 215th Street em Nova York.

## Elenco
- Theda Bara como Laura Bruffins
- James Cooley como Billy Malvin
- Walter Lewis como Sr. Marvin, Sr.
- Hattie Delaro como Sra. Marvin, Sr.
- Einar Linden como John Drummond
- Mary Martin como Sra. Drummond
- Kittens Reichert como Drummond Child
- George MacQuarrie como Jack McCullough
- Warner Oland como H. Coudal
- Frank Norcross como Grubbins
- Caroline Harris como Mãe Grubbins